# Centrale nucleare di Penly
La centrale nucleare di Penly è una centrale nucleare francese situata fra i comuni di Penly e Saint-Martin-en-Campagne, nell'Alta Normandia. La centrale possiede due reattori PWR francesi costruiti dalla Framatome (oggi AREVA) da 1330 MW ognuno.

## Espansione dell'impianto
È in previsione la costruzione nel sito di un terzo reattore, una unità EPR da 1600 MW di potenza, la seconda unità EPR in costruzione in francia. Nel 2012 EDF ha cancellato il progetto, dichiarando di non necessitare nuovi reattori entro il 2025